# Nephrotoma xinjiangensis
Nephrotoma xinjiangensis är en tvåvingeart som beskrevs av Yang 1987. Nephrotoma xinjiangensis ingår i släktet Nephrotoma och familjen storharkrankar. Inga underarter finns listade i Catalogue of Life.